# HD 110385
HD 110385，又名BD-18 3442，SAO 157451、HR 4827，是一颗恒星，视星等为6.03，位于銀經299.84，銀緯43.06，其B1900.0坐标为赤經12h 36m 35.2s，赤緯-19° 43.06′ 38″。